# Diga di Göscheneralp
La diga di Göscheneralp è una diga in terra situata in Svizzera, nel Canton Uri, nella Valle di Göscheneralp nel comune di Göschenen.

## Descrizione
Ha un'altezza di 155 metri e il coronamento è lungo 540 metri. È la diga in terra più alta della Svizzera e settima fra tutte quelle svizzere. Il volume della diga è di 9 300 000 metri cubi.
Il lago creato dallo sbarramento, il Göscheneralpsee ha un volume massimo di 76 milioni di metri cubi, una lunghezza di 2,3 km e un'altitudine massima di 1792 m s.l.m. Lo sfioratore ha una capacità di 300 metri cubi al secondo.
Le acque del lago vengono sfruttate dall'azienda Kraftwerk Göschenen AG.

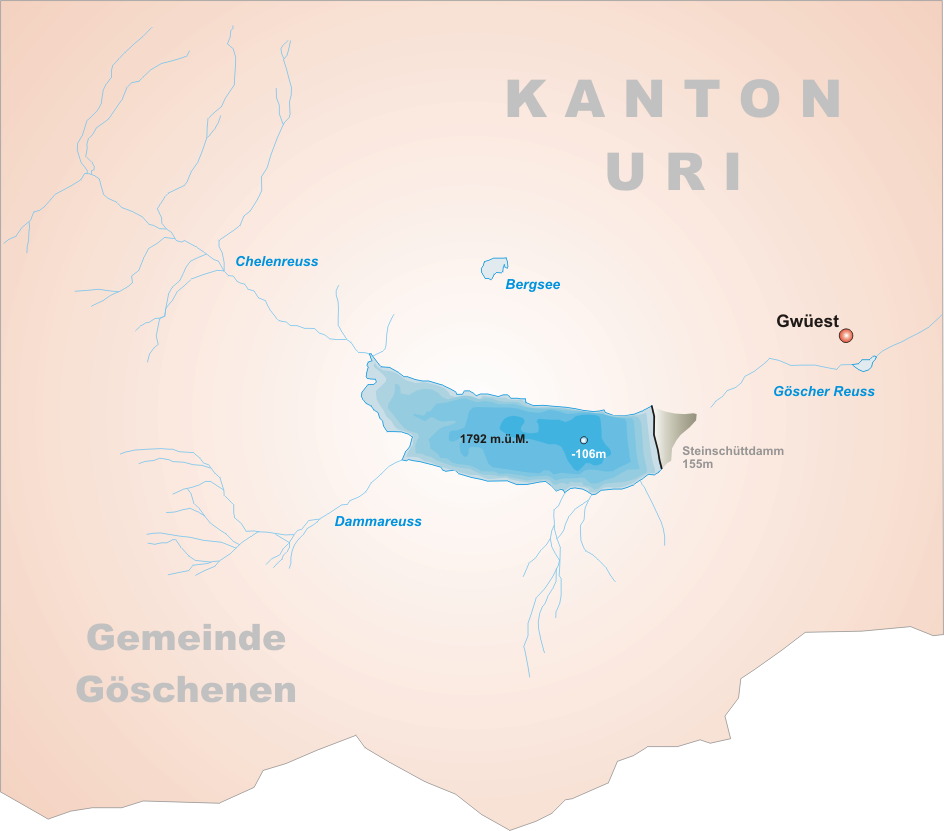
Mappa del lago